# Navanax polyalphos
Navanax polyalphos är en snäckart som först beskrevs av Terrence M. Gosliner och Williams 1972.  Navanax polyalphos ingår i släktet Navanax och familjen Aglajidae. Inga underarter finns listade i Catalogue of Life.